# Operazione Locusta
Operazione Locusta è il nome in codice dato alla partecipazione dell'Aeronautica Militare Italiana alla Guerra del Golfo.

## Descrizione
In seguito all'invasione ed annessione del Kuwait da parte dell'Iraq, evento che causò l'inizio del conflitto, il 25 settembre 1990 il Governo italiano inviò nel Golfo Persico otto cacciabombardieri multiruolo Panavia Tornado IDS (più due di riserva) appartenenti al 6º, 36º e 50º Stormo nell'ambito dell'Operazione Desert Shield, che furono schierati presso la base aerea di Al-Dhafra, nelle vicinanze di Abu Dhabi, capitale degli Emirati Arabi Uniti. Tale rischieramento rientrava nel dispositivo di sicurezza internazionale messo in atto ai sensi della risoluzione numero 678 del Consiglio di Sicurezza dell'ONU.
Attorno a tali velivoli si formò il "Reparto di Volo Autonomo del Golfo Persico". L'organico del Reparto, inizialmente costituito da 239 uomini, tra i quali dodici Carabinieri del Comando CC Aeronautica Militare, per esigenze di vigilanza e polizia militare, fu successivamente portato a 314 elementi.
L'impiego degli aerei italiani nell'ambito dell'operazione Desert Storm ha rappresentato il primo caso di impiego operativo in missioni da combattimento di equipaggi dell'Aeronautica Militare Italiana dalla fine della seconda guerra mondiale.
Durante i 42 giorni di guerra, i cacciabombardieri italiani compirono 226 sortite, per complessive 589 ore di volo.
Il generale Mario Arpino è stato capo dell'unità di coordinamento aereo nel corso delle operazioni belliche in Arabia Saudita dall'ottobre 1990 al marzo 1991.
A tale impegno va aggiunta l'attività svolta dalla cellula di velivoli da ricognizione tattica RF104-G (per un totale di 384 sortite e 515 ore di volo) operanti a Eskisehir (Turchia) nel quadro dell'AMF NATO (ACE Mobile Force NATO). Tale cellula era stata rischierata nella penisola anatolica il 6 gennaio 1991, a fronte di una decisione presa in ambito NATO, a tutela di un possibile tentativo iracheno di allargamento del conflitto, e il supporto dei velivoli da trasporto, che realizzarono 244 missioni per 4156 ore di volo, assicurando il sostegno logistico alle unità nazionali aeree e navali nonché l'evacuazione di connazionali dalle zone a rischio.
Gli RF104-G fecero ritorno in Italia l'11 marzo 1991.
I Tornado invece rientrarono alla base aerea di Gioia del Colle il 15 marzo del 1991, due settimane dopo il termine delle operazioni militari. Il ritorno in patria degli aerei da combattimento italiani fu accolto da una cerimonia alla quale presenziarono il Ministro della Difesa Virginio Rognoni, il Capo di Stato Maggiore della Difesa generale Domenico Corcione ed il Capo di Stato Maggiore dell'Aeronautica Militare generale Stelio Nardini.

### L'abbattimento del velivolo di Cocciolone e Bellini
Durante il conflitto, l'Aeronautica Militare italiana registrò la perdita di un solo velivolo, nella notte tra il 17 e il 18 gennaio 1991, e la cattura e l'imprigionamento di due suoi militari.
Ad andare distrutto fu il Tornado comandato dal maggiore Gianmarco Bellini, 32 anni, pilota, originario della provincia di Padova, e dal capitano Maurizio Cocciolone, 30 anni, navigatore, nativo dell'Aquila, entrati a far parte delle forze armate italiane rispettivamente nel 1977 e nel 1979. I due decollarono a bordo del proprio cacciabombardiere assieme ad altri sette Tornado italiani e ad una formazione di altri 30 aerei di altri Paesi della coalizione, dopo numerosi voli di addestramento, per la prima missione che li vedeva impiegati nello spazio aereo controllato dagli iracheni.
Il bersaglio della squadriglia era un deposito areale di vettovaglie, munizioni e mezzi di trasporto nell'Iraq meridionale, a nord-ovest di Kuwait City, difeso da artiglieria contraerea radar-asservita. A causa di forti turbolenze atmosferiche, Bellini e Cocciolone, partiti come molti altri dalla base emiratina, furono gli unici in grado di portare a termine, poco prima del raggiungimento dell'obiettivo, il rifornimento in volo; tutti gli altri 37 velivoli fallirono l'approccio all'aerocisterna e dovettero rientrare alla base.
Bellini, in qualità di comandante, decise che il loro velivolo avrebbe proseguito in solitaria, sapendo che il profilo di missione prevedeva di portare avanti l'attacco anche in una situazione del genere, a prescindere dallo schieramento difensivo del nemico. Ricevuto il consenso da parte del comando aerotattico, il velivolo, nel frattempo rilevato dai radar nemici, livellò a circa 250 piedi di quota, attivò il controllo automatico TF e sganciò il carico bellico (5 bombe Mk 83) attorno alle 4,30 del mattino.
Dopo circa 40 secondi l'aereo fu colpito dall'artiglieria contraerea irachena, addestrata alla difesa contro attacchi a bassa quota, e i due italiani dovettero lanciarsi con il seggiolino eiettabile. L'aereo impattò col terreno a circa 20 km a nordovest della capitale kuwaitiana, a poche centinaia di metri da una caserma della Guardia repubblicana irachena.
I due aviatori furono immediatamente catturati dalle truppe irachene; dopo essere stati pestati e separati, fu loro confiscato tutto ciò che avevano con sé (compresi gli indumenti e gli scarponi) e vennero costretti a indossare una tuta gialla, che li qualificava come prigionieri di guerra. La loro prigionia durò 47 giorni, durante i quali furono sottoposti a dure torture fisiche e psicologiche.
Bellini e Cocciolone furono rilasciati al termine del conflitto, insieme agli altri prigionieri di guerra catturati dagli iracheni. Entrambi proseguirono la propria carriera militare con l'Aeronautica italiana, ottenendo diverse promozioni: Bellini raggiunse il ruolo di generale di brigata aerea e si ritirò dal servizio militare nel 2012, mentre Cocciolone arrivò al grado di colonnello e prese congedo per anzianità nel 2017.
Il solo Bellini fu insignito di medaglia d'argento al valor militare, con la seguente motivazione:
( E COCCIOLONE È RIMASTO SENZA MEDAGLIA - la Repubblica.it, su Archivio - la Repubblica.it. URL consultato il 3 giugno 2019.)